# Gente del Nord
Gente del Nord (Winter People) è un film del regista Ted Kotcheff del 1989 con protagonisti Kelly McGillis e Kurt Russell ambientato in un paesino sperduto tra le montagne del Nord degli Stati Uniti durante la Grande depressione.

## Trama
Negli anni trenta, Wayland Jackson ha un negozio di orologi nella Carolina del Nord durante la Grande depressione. Rimasto vedovo, decide di trasferirsi a Filadelfia con la figlia Paula. Mentre attraversa l'America con la figlia, si smarrisce sui monti del Tennessee. Durante il viaggio infatti, la macchina si blocca e i due trovano ospitalità in una baita abitata da Collie, una ragazza madre al centro di un dissidio fra due famiglie di montanari, e da suo figlio. Quando Wayland decide di restare, perché gli hanno affidato la costruzione dell'orologio del paese, rispunta il marito di Collie. Il forestiero, innamorato della donna, dovrà affrontare il feroce cacciatore che l'ha messa incinta.